# 罗马尼 (上莱茵省)
罗马尼（法語：Romagny，法語發音：[ʁɔmaɲi] ⓘ）是法国上莱茵省的一个市镇，属于阿尔特基什区。

## 地理
罗马尼（47°36'34"N, 7°4'0"E）面积2.89 平方千米，位于法国大東部大區上莱茵省，该省份为法国东部内陆省份，是阿尔萨斯的一部分，今与下莱茵省组成了阿尔萨斯欧洲集体，其北临下莱茵省，西接孚日省，西南接贝尔福地区省，东侧沿莱茵河与德国相望，南与瑞士接壤。
与罗马尼接壤的市镇（或旧市镇、城区）包括：瓦尔迪约-吕特朗、马尼、芒斯帕克、大沙瓦讷、雷茨维莱尔。
罗马尼的时区为UTC+01:00、UTC+02:00（夏令时）。

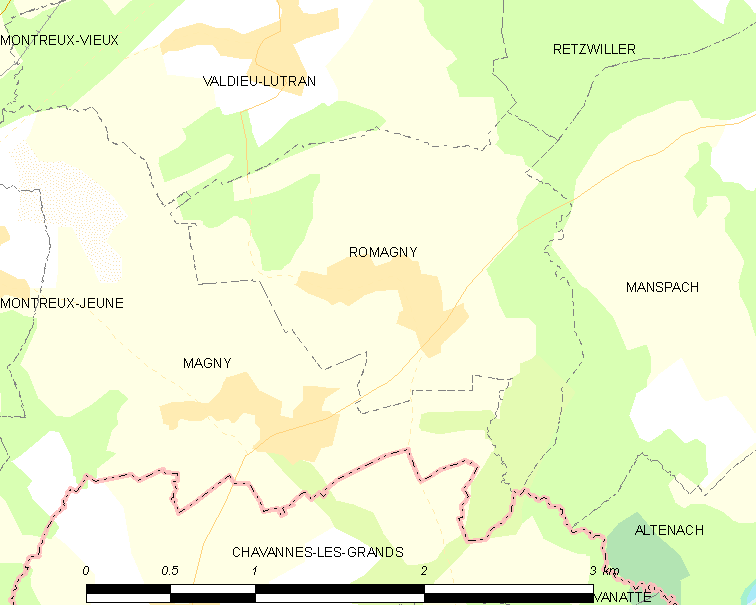
罗马尼的OSM定位图

## 行政
罗马尼的邮政编码为68210，INSEE市镇编码为68282。

## 政治
罗马尼所属的省级选区为马斯沃-尼德布吕克县。

## 人口

1962-2008年间罗马尼人口变化图示

罗马尼于2022年1月1日时的人口数量为275人。